# Santos Iñurrieta de la Fuente
Santos Iñurrieta de la Fuente (Vitòria, 8 de juliol de 1950 - Mallorca, 10 de desembre de 2023) va ser un destacat pintor espanyol conegut pel seu profund compromís social, manifest a través de la seva art. Iñurrieta va ser una figura central en el desenvolupament de l'escena artística i cultural al País Basc, especialment a Vitòria, durant les últimes dècades del segle XX i principis del segle XXI.

## Biografia

### Formació i primers anys
Santos Iñurrieta es va formar acadèmicament a l'Escola d'Arts i Oficis de Vitòria entre 1964 i 1967. A finals dels anys 60 i principis dels 70 va participar juntament amb l'activista Javier Septién i artistes alabesos com Gabriel González, Lourdes Lacalle, Xabi Montoia, Periko Gonzalo, Vicente Preciado, Enrique Santamaría, Ernesto Murillo i Jesús Verdasco en el Grup Klink, que conjugava militància antifranquista i agitació cultural, proporcionant un espai col·lectiu, obert, anàrquic i fecund als artistes locals.

### Vida personal
Als 20 anys, juntament amb Pilar Martínez Ocasar (Bilbao, 6 de desembre de 1951 - Sant Sebastià 26 de maig de 2019), va tenir al seu únic fill, Goar, qui es va destacar com a guitarrista de grups com Cicatriz, Estopa, Nacha Pop, Bizcar Hezurra i Sorry Mamma.

### Carrera artística
En 1972 va començar a rebre patrocini de l'entitat que es convertiria en la Fundació Faustino Orbegozo Elzaguirre, principal promotora de l'abstracció en l'art basc. Amb la Fundació ja formada, Iñurrieta va participar juntament amb Juan Mieg, Carmelo Ortiz de Elgea, José Luis Zumeta i altres, en la influent Erakusketa– exposició itinerant que va donar a conèixer l'art basc a tot l'Estat, de 1978 a 1980.

### Activisme i consciència social
La consciència social de Iñurrieta va estar present en la seva obra des dels inicis, i especialment a partir dels tràgics Successos de Vitòria: el 3 de març de 1976 cinc treballadors van ser assassinats i cent cinquanta persones ferides durant la repressió d'una vaga.
Iñurrieta va ser molt actiu en la creació de teixit cultural a Vitòria. Va dissenyar portades de discos per a grups locals com Hertzainak i cartells com el de la XI edició del Festival Internacional de Jazz de Vitòria (1987). Va donar suport a músics, artistes, dibuixants, actors i directors de cinema; va propiciar a casa seva i al seu taller un caldo de cultiu interdisciplinari i contestatari.

### Viatges i influències
En 1980 durant un viatge a Katmandú (Nepal), va prendre contacte amb el budisme i el tantra, una visió de la vida que el va impactar profundament i ja mai va deixar d'explorar.
En 1983 es va traslladar un any a Lanzarote, dedicant-se exclusivament a pintar, instal·lat en una vella casa abandonada que acabaria convertint-se en un punt de reunió de gent jove amb inquietuds de diversa índole artística i existencial.
Allà la seva pintura abandona l'abstracció volumètrica que l'havia distingit i es transforma en l'obra argumental, irònica, referencial, simbolista, mordassa i colorista que va cultivar durant la resta de la seva vida artística.

### Vida a Mallorca
En 1992 coneix a la mallorquina Joana Nicolau Durán, que serà la seva parella fins a la seva defunció, i es trasllada a Mallorca.
A l'illa la seva obra s'expandeix: la placidesa, la lluminositat i la calma de l'illa troben el seu lloc en l'imaginari creixentment barroc i despietat de Iñurrieta.
Durant aquests anys exposa a París, a Anvers, Barcelona, València, Lugo, Castelló i de forma més regular a Euskadi —a la qual segueix molt lligat— i a Mallorca.
La seva obra es diversifica: un divertiment són les kajikas a manera de vinyetes, jugant amb elements reciclats en formats petits, reflexiona filosòficament, irònicament o esotèricament sobre la vida en múltiples quaderns i llegeix amb voracitat. En 2010, alumbra a les xarxes socials al seu alter ego Lui Diezbysi, actiu principalment a Facebook, on ofereix dibuixos i vinyetes satírics sobre l'actualitat del moment i la vida moderna.

### Darrers anys i llegat
Aquejat des de jove d'una dolorosa deformació en la columna vertebral, en els últims deu anys la seva salut va veure's mermada i la seva activitat es va traduir en un treball intensiu al seu taller de Mallorca. En 2017 el Museu d'Art Contemporani del País Basc, Artium, va muntar una gran exposició on es va exposar l'obra de major format. En 2018 va tenir les seves dues últimes exposicions a Vitòria, a Zuloa Irudia, i a l'espai Zas. En 2019 va fer el seu últim viatge a Vitòria.
En abril de 2023 se li va diagnosticar un càncer, que va ser la causa de la seva mort. Entre abril i desembre de 2023 va publicar un llibre de còmic, dues carpetes de serigrafies, va acabar dos quadres de gran format i va pintar petites aquarel·les.
Dos mesos després de la seva defunció l'espai Zas i Zuloa Irudia van fer un homenatge en el qual van participar artistes creant obres dedicades a Santos Iñurrieta, i d'altra banda amics aportant obra de l'artista.
Santiago Arcediano descriu el personatge a la perfecció en l'article del Correo de 28 de febrer de 2023.

## Obra
L'obra de Santos Iñurrieta ha anat evolucionant des dels seus inicis en diferents alternances de figuració i abstracció. Encaminada en els primers anys al desenvolupament espacial de volums formals, compactes i rotunds, amb elements antropomòrfics o imaginaris organismes pètris encadenats en el seu entorn espacial, en els anys 70 la seva pintura tenia un cert gigantisme èpic. Les seves dues vetes característiques eren una profunda preocupació social i una evident afiliació basca, de solidaritat amb el seu poble. En general segueix amb fidelitat les necessitats de comunicar des del seu interior tot el que vol explicar de situacions àmpliament col·lectives. A poc a poc el color s'accentua delicadament com a fruit d'un treball minuciós i meditat. La pintura de Santos recorre acceleradament una trajectòria que va del immediat sentimental fins a l'intel·lectual. Des de l'explícit i directe fins al simbòlic.
El xoc de plans entrecortats, les expansions de colors contingudes en la seva etapa més abstracta no tenien prou força i Santos fa un canvi d'estratègia en els anys 80. Era imprescindible que els esdeveniments que passaven en els seus quadres tinguessin protagonistes reals i van ser rostres durs les primeres figures que es van obrir pas. La narració directa va guanyar terreny al purament simbòlic.
Després del seu any a Lanzarote en 1983, comença a confeccionar un tipus d'obra molt argumental, molt irònica, surreal, simbolista i mordaç. éssers antropomòrfics i zoomòrfics amb constants referències a l'esoterisme, la càbala i el tarot, a una imagineria fantàstica, a l'erotisme… En definitiva, una crítica afilada a molts aspectes de la societat contemporània, amb una profunda càrrega irònica subratllada pels extravagants i descriptius títols que dona als quadres, un petit subgènere dins de la seva obra.
En 1992 Santos es trasllada a Mallorca i des d'allà ens mostra els relats d'una quotidianitat dislocada per la imaginació. Els seus quadres són una festa visual, vol contar històries introduint-les en altres històries. Hi ha constants referències al món de l'art d'ara i de sempre. Són actes d'homenatge admiratiu més que accions plagiàries, Picasso, Matisse, Gris, Hockney entre molts altres. Aspira a seguir pintant amb total llibertat i aquesta llibertat inclou visites als icones de la pintura moderna. Aplica més aviat el mètode surrealista, descentrat, d'entrellaçament de relats.
La intenció crítica li serveix per articular la dislocació de figures i dobles lectures per portar la imatge a un punt de fluïdesa capaç de generar un relat obert.
La pintura de Iñurrieta és com una forma de somriure, com a exercici laboral de felicitat d'expressar.
Iñurrieta es nega a qualsevol moviment i només pretén estar al lloc que viu, produir quadres en el seu espai immòbil, sense tensió, sense ansietat: treballa com qui respira.
És conscient que l'estupidesa del món no es soluciona amb quadres que denuncien l'estupidesa.
“Sempre m'ha agradat la llum, el silenci, els sorolls estranys i el que t'aporten els paisatges i la naturalesa. El sentit de les relacions humanes, amb les seves grans mentides i complexitats, la falta cada vegada més gran de humanitat, provoquen un cansament que et tanquen amb la comunicació exterior i poses moltes parts del teu diàleg en el teu treball. Sempre vas buscant camins nous, volent trobar la veritat i el sentit de les coses”

## Premis
- 1973: Premi Banc de Biscaia en el VI Gran Premi de Pintura Basca, Sant Sebastià.[19]
- 1978: Beca Fundació Faustino Orbegozo.[3]
- 1982: Segon premi a Gure Artea, organitzat pel Govern Basc, Bilbao.
- 1985: Accèssit juntament amb l'escultor Ibáñez de Matauko en el concurs Gure Artea del Govern Basc, en la categoria Mans Unides.

## Publicacions
- 1972: Javier Serrano, "Santos Iñurrieta", Catàleg, Galeria Mikeldi, Bilbao.
- 1972: "Exposició d'art basc", Catàleg, Baracaldo.
- 1973: Javier Serrano, "Santos Iñurrieta", Catàleg, Galeria Mikeldi, Bilbao.
- 1974: Javier Serrano, "Un escultor i quatre pintors alabesos", CAM de Pamplona.
- 1974: Javier Serrano i Santiago Viar, Galeria El Peix, Sant Sebastià, Catàleg.
- 1976: "Artexpo", Mostra d'art d'avantguarda, Fira de Barcelona.
- 1977: Javier Viar, "L'escenari Surreal", Galeria B, Sant Sebastià, Catàleg.
- 1978: "Euskal artea/Art basc", Caixa Laboral Euskadiko Kutxa, Catàleg.
- 1978: "Euskal poetak eta artistak", Gipuzkoako Aurrezki Kutxa.
- 1979: Julio Caro Baroja, "Sobre el concepte d'art Basc".
- 1979: Javier Viar, "Tres generacions de l'art basc de postguerra".
- 1979: Santiago Amón, "Notes per a una aproximació a Erakusketa", Catàleg, Fundació Faustino Orbegozo, Palau de Velázquez, Madrid.
- 1980: "Catàleg d'art modern i contemporani", Museu de Belles Arts de Bilbao.
- 1980: Javier Serrano, "Santos Iñurrieta-Carmelo Ortiz de Elguea", Catàleg, Sala d'Art Castel Ruiz, Caixa d'Estalvis de Navarra, Tudela.
- 1981: "Arteder", Fira d'Art Contemporani de Bilbao.
- 1982: "Artistes bascos entre el realisme i la figuració 1970-1982", Catàleg, Museu Municipal de Madrid.
- 1986: "Artistes Bascos Pro campanya contra la fam", Mans Unides.
- 1987: "Trobades de pintura i escultura", 3 Taller Lantokia, Ajuntament de Vitòria.
- 1990: "Revista Basque Enterprise", núm. 7.
- 1990: Laureano Goñi, "Santos Iñurrieta. Pintures", Museu d'Art i Història de Durango.
- 1990: "Santos Iñurrieta, Carmelo Ortiz de Elguea, Juan Mieg", Catàleg, Museu de San Telmo.
- 1991: Florencio Martínez Aguinagalde, "Santos Iñurrieta", Art International Gallery.
- 1996: "Revista Euskal Margolariak. Pintors Bascs", núm. 6.
- 1997: "Revista Euskal Margolariak. Pintors Bascs", núm. 7.
- 1996: Santiago Arcediano Salazar, "Història de la sala San Prudencio".
- 1996: José Luis Merino, Catàleg, Ciutadella de Pamplona.
- 1997: "Erakusketa", Fundació Faustino Orbegozo, Fundació Joan Miró, Barcelona.
- 1997: "Interart", Fira Internacional d'art, Catàleg oficial.
- 1997: "Kulturgintza 1971-1996", 25 aniversari de Windsor Kulturgintza, Diputació Foral de Biscaia.
- 1997: "Col·lecció Pública", Museu Gustavo de Maeztu, Visions d'art contemporani navarrès i basc al Museu de Belles Arts d'Àlava.
- 1997: José Luis Merino, "Santos Iñurrieta 1995-1997", Catàleg, Art Xerea.
- 1998: "Athletic Club de Bilbao 1898-1998. Art a la Catedral".
- 1998: "MAC", Fira Internacional d'Art Contemporani, Marbella.
- 1999: "Catàleg d'exposicions 1999", Sala d'Ajuria Aretoa.
- 2000: "Remirada", La dècada dels vuitanta al Museu de Belles Arts d'Àlava.
- 2000: Santos Iñurrieta, "La Illa", Catàleg, Galeria Clérigos, Lugo.
- 2001: "ArteGaleria La Brocha", Exposició col·lectiva, Catàleg.
- 2002: Galeria Epelde Mardaras, "Kajitas", Catàleg.
- 2005: "70 Artistes", José Luis Merino.
- 2006: "Aralarte 2006. Mailopearen magalean hegaletán".
- 2007: "Artea Oinez 07", Fundació CAN.
- 2007: "Revista Celedón", núm. 88, 50 Aniversari.
- 2017: "Ke usted lo pase bien", Catàleg, Museu Artium, Àlava.
- 2018: "Suite Menut", Zuloa Irudia, Catàleg, Vitòria.[20]
- 2022: "Villa Magedonov", Mallorca.

## Exposicions
- 1970: Exposició individual als Salons de Cultura de la Caixa d'Estalvis Provincial de Vitòria.
- 1971: Col·lectiva "Pintors bascos en l'actualitat" a la Torre Luzea, Zarautz.[21]
- 1972: Exposició individual als salons de cultura de Vitòria, a la galeria Mikeldi de Bilbao i a les Sales Municipals de Cultura de Durango. Participació a l'"Exposició d'art basc" a l'ajuntament de Baracaldo.[22]
- 1973: Exposició individual a la Caixa d'Estalvis de Pamplona.[23] Exposició individual als Salons Luis d'Ajuria, Vitòria.[24] Exposició individual a la Galeria Mikeldi, Bilbao.[25] Participació a la col·lectiva "J.M. Barandiarán Gorazarre-Homenatge al Pare Don José Miguel Barandiarán", a Ataun, Guipúscoa.
- 1974: Exposició individual a Galeria Peix, Sant Sebastià.[26] Col·lectiva "Un escultor i quatre pintors Alabesos" al Museu de San Telmo, Sant Sebastià i als Pavellons d'Art Ciutadella de la caixa d'estalvis de Pamplona.[27]
- 1975: Col·lectiva d'artistes alabesos a la sala Luis d'Ajuria, Vitòria. Exposició individual a Galeria Eder Art.[28]
- 1976: Exposició individual a Galeria Luzaro, Bilbao. Col·lectiva "Objectes" a la Galeria Luzaro, Bilbao.
- 1977: Exposició individual a la Galeria B, Sant Sebastià.[29]
- 1978: Col·lectiva "Euskal Artea 78-Art Basco 78" a l'aula de cultura de la caixa d'estalvis municipal de Bilbao.
- 1979: Col·lectiva "Erakusketa 79" al Palau de Velázquez, Madrid.[30]
- 1980: Exposició juntament amb Carmelo Ortiz de Elguea a la Sala Castel-Ruiz de Tudela. Col·lectiva "Erakusketa 79" a la Fundació Miró de Barcelona.
- 1981: "Art Eder 81", Fira d'Art Contemporani de Bilbao. Exposició individual a Galeria Ederti, Bilbao.
- 1982: Col·lectiva a les Sales de l'Ajuntament de Madrid "Artistes bascos entre el realisme i la figuració 1970-1982".
- 1983: Exposició individual a Galeria El Magatzem, Arrecife, Lanzarote.
- 1984: Exposició individual a Galeria Windsor, Bilbao. Exposició individual a la Caixa d'Estalvis de Vitòria.[31]
- 1986: Exposició a Sala Tórculo, Burgos. Exposició a Mans Unides, Vitòria. Exposició al Restaurant Lipari, Vitòria.
- 1987: Exposició "Gernika 37-87" a Gernika. Exposició individual a la Caixa d'Estalvis Provincial de Vitòria.[32]
- 1988: Exposició de serigrafies a la Fundació Caixa Provincial. Exposició i realització d'un mural a la Sala San Prudencio, en homenatge a Jorge Oteiza. Realització d'un mural per a l'Hotel Gasteiz de Vitòria.
- 1989: Col·lectiva "Artistes Bascs" a la sala d'estalvis de Bilbao. Exposició a Orma, Sala Amàrica. Realització d'un mural per a l'edifici de Jutjats Bascs. Exposició individual "Obra gràfica" a Sala Dendaraba.
- 1990: Exposició individual al Museu d'Art i Història de Durango.[33] Exposició individual a Galeria Pintzel de Pamplona. Exposició individual a Sala San Prudencio, Vitòria.[34]
- 1991: Exposició individual a "Art International Gallery", Bilbao.[35] Participació a la Colectiva Bienal de Cuba, l'Havana.[36] Exposició individual a Galeria Art Xerea, València.
- 1992: Participació a ARCO, Madrid amb la Galeria Art Xerea. Exposició individual a la Sala Olaguibel, Vitòria. Exposició individual a la Sala S´agrícola, Manacor, Mallorca.
- 1993: Exposició individual a Galeria Lourdes Ugarabe, Vitòria. Exposició individual a Galeria De Griffioen, Anvers.[37] Exposició individual a Galeria Art Xerea, València.
- 1994: Participació a Interart amb Galeria Art Xerea.
- 1996: Exposició individual a Torre de ses Puntes, Manacor, Mallorca.[38] Exposició a el Pavelló de mixtos, La Ciutadella, Pamplona.[39]
- 1997: Exposició individual a Galeria Berta Belaza, Bilbao.[40] Participació a Artexpo Toulouse i Interart, València. Exposició individual a Art Xerea, València.[41]
- 1998: Participació a Artexpo, Barcelona.[42] Participació a la Fira Marbella MAC, Interart.
- 1999: Exposició individual a la Sala Luis d'Ajuria, Vitòria.
- 2000: Exposició individual a Galeria La Brocha, Bilbao.[43] Exposició individual "La Illa" a Galeria Clérigos, Lugo.[44] Exposició solidària amb els represaliats.[45] Exposició individual a Galeria Xerea, València.
- 2001: Participació a la col·lectiva Uribitarte, Bilbao.[46]
- 2002: Exposició individual "Kajikas" a Zuloa Irudia, Vitòria.[47] Exposició individual a Epelde Mardaras.[48]
- 2005: Exposició individual a Zuloa Irudia.[49] Exposició individual a Camí del Mar galeria, Manacor.
- 2007: Exposició a Galeria Byzance amb l'escultor Serge Van de Put, París.
- 2008: Participació a la col·lectiva de la Fundació Caixa Vital.[50]
- 2017: Exposició individual "Ke usted lo pase bien" al Museu Artium, Vitòria.[51]
- 2018: Espai Zuloa “Suite Menut”Santos Iñurrieta, Patxi Aldunate, Benito Herreruela[52]

## Obra en museus i col·leccions
L'obra de Santos Iñurrieta de la Fuente es troba en diverses col·leccions i museus destacats, la qual cosa reflecteix la importància i el reconeixement del seu treball en l'àmbit artístic. Entre ells es troben:
- Museu de Belles Arts de Bilbao, que alberga una significativa col·lecció d'art basc i espanyol, incloent obres d'Iñurrieta.[53]
- Museu d'Art Abstracte Espanyol, ubicat a Conca, reconegut per la seva extensa col·lecció d'art abstracte espanyol, on s'inclouen peces d'Iñurrieta.* Museu Provincial d'Àlava, a Vitòria, que compta amb una àmplia gamma d'obres que representen el patrimoni artístic de la regió, incloses les d'Iñurrieta.
- Museu San Telmo, a Sant Sebastià, que posseeix una rica col·lecció d'art i cultura basca, entre la qual es troben treballs d'Iñurrieta.
- La col·lecció del Banc de Bilbao, que inclou obres d'art de diversos artistes, entre ells Iñurrieta.[54]
- La col·lecció del Banc de Biscaia, coneguda pel seu compromís amb la cultura i l'art, compta amb obres d'Iñurrieta.[54]
- Bankunión, que ha inclòs en la seva col·lecció d'art obres d'Iñurrieta, reflectint l'interès d'institucions financeres en l'art contemporani.
- Caixa Laboral, coneguda pel seu suport a la cultura i l'art basc, on s'inclouen obres d'Iñurrieta en la seva col·lecció.

Aquestes col·leccions i exposicions permanents en museus destaquen la rellevància d'Iñurrieta en el panorama artístic i la seva contribució a la cultura.